# アインシュタインとシラードの冷蔵庫
アインシュタインとシラードの冷蔵庫（アインシュタインとシラードのれいぞうこ）では、1920年代ドイツで物理学者アルベルト・アインシュタインと物理学者レオ・シラードが考案し特許申請した3種類の形式の冷蔵庫について述べる。電気式の冷蔵庫は当時普及しはじめたものの有毒な冷媒を用いていたために死亡事故を引き起こしていた。アインシュタインとシラードの冷蔵庫では可動部分をなくすことで冷媒が漏れる心配をなくすことを目指していた。それぞれの形式でプロトタイプが作成されたものの、いくつかの技術的問題やドイツの経済状況のためにいずれも商品化されることはなかった。

## 概要
1920年代半ば、ベルリン郊外ダーレムのカイザー・ヴィルヘルム物理学研究所にいたアインシュタインは、週に一度、家に同僚研究者や学生を招き議論することを楽しんでいた。こうした集まりに足繁く通ったシラードは、アインシュタインより19歳若かったものの互いに気が合い、一時は毎日のように顔を合わせあらゆることに遠慮のない物言いで議論を戦わせていた。こうした中、両者は冷蔵庫の冷媒の漏出により一家が死亡したという新聞記事を読んだ。当時の冷媒はクロロメタン、アンモニア、あるいは二酸化硫黄を用いており、いずれも漏れれば人に深刻な害を及ぼした。可動部分をなくしガスケットやシール材のような破損の危険のある部品が必要ない冷蔵庫がこれを解決すると考えた二人は、そうした可能な物理的・化学的な仕組みを様々に案出しだした。
多くのアイデアの中で最終的にそれぞれ物理的メカニズムの異なる3種類の形式に対して1926年初頭以降相次いで特許申請がなされた。アインシュタインはスイスの特許庁での勤務の経験を生かして複数の国への特許の出願書類を作成し、二人の連名で異なる3形式に対して45件の特許を取得した。発明の大半はシラードによって提案され、アインシュタインは相談と特許出願に関連する書類の作成を手伝った
これら3種のうち、ひとつは数年前にすでに実用化されていたガス吸収式冷蔵庫と同一のアイデアに基づくものでその改良だった。2つ目（水噴出式）は、水圧をかけた水の噴出により減圧部を作り出しタンク内の少量のメタノールを蒸発させるというものだった。最後のものはパイプ内の液体金属を電磁誘導で循環させる液体金属ポンプのアイデアだった。後2者はそれまでに知られていたどの形式ともまったく異なるものだった。
3種の冷蔵庫はそれぞれ実用化に向けた努力が行われた。アインシュタインとシラードはプロトタイプ制作のためのエンジニアとしてハンガリー生まれでシラードの友人であったアルベルト・コロディ（コルンフェルト）の協力を仰ぐとともに、作成を請け負ってくれそうな企業にコンタクトを続けた。ガス冷蔵庫に関しては、コロディがシャルロッテンブルク工科大学でプロトタイプを作成して動作を実証し、1927年に元々ガス冷蔵庫を作成していたスウェーデンのエレクトロラックス社の子会社がこの特許を3150マルクで買い取った。しかしエレクトロラックスがこの特許を用いた冷蔵庫を作成することはなかった。
水の噴出を用いたタイプはハンブルクのツィトゲル (Citogel) 社と提携することができた。このタイプは小規模な冷却に向いていたが、構造が単純であり、水道管の水の圧力とわずかずつのメタノールだけが必要で電力等は不要だった。1928年にツィトゲル社でプロトタイプが稼働したが、予想よりメタノールの価格が高くつくことが判明した上、水道管では必要とされる水の圧力を確保できなかった（当時の水道管からの水の圧力は場所ごとまた建物内のフロアごとに大きくばらついていた）ため商品化は見送られた。

## 液体金属ポンプ

アインシュタイン＝シラードの液体金属電磁ポンプの模式図。環状のチャネル内に液体金属を詰め、周囲を囲むコイルに位相をずらした交流を流すことで誘導磁場と誘導電流を発生させる。これらが作り出すローレンツ力により液体金属は一方向に流動する。現在、この電磁ポンプの形状はALIPとよばれる。冷蔵庫では、押し出された液体金属が（図には示されていない）インジェクターにより気化した冷媒を再圧縮する。

最も実用化に近づいたものは液体金属ポンプを用いた冷蔵庫だった。循環する液体金属を冷媒に作用させて圧縮することで機械的な可動部なしに従来と同じ冷蔵庫ができるはずだった。当初は液体金属に直接電流を流し、それに垂直な磁場をかけて、それら両者に垂直なローレンツ力で流動させるという形式だった。しかし液体金属として水銀を用いると電気伝導率が低く効率が悪かった。代わりにナトリウム・カリウム合金が使用されたが、これは反応性が極めて高く大気や水と接触すると火災や爆発を起こす危険性があったばかりか電流を流すための電極の絶縁材も腐食させた。システムは完全に密閉されねばならず、直接電流を加えず外部のコイルから誘導によって電流を流す形式に変更された。試算により従来のポンプに比べて非常に効率が悪いことが判明したが、それでも作成の意味はあると考えられた。
1928年にAEG社がこのポンプを用いた冷蔵庫の試作を始めた。コロディがAEGに雇用され、シラードが顧問となった。アインシュタインも制作の各段階毎にAEGを訪れプロトタイプをチェックするとともに、コロディを10回以上にわたり家に招き報告を受けた。しかし1930年になると世界恐慌がドイツにも波及するとともに、ナチスがおよそ20パーセントの得票を得て躍進しドイツの経済的・政治的状況に黒雲が垂れ込め始めた。このころシラードは「ヨーロッパで我々の冷蔵庫を作り上げることが可能かわからない」とアインシュタインに書き送った。
AEGで制作されたプロトタイプは小さな気泡の発生により極めて大きなノイズを発生し、それを見た物理学者デニス・ガボールが「ジャッカルのような遠吠え」だと言うほどだった。多くの調整の組み合わせでこのノイズは許容可能な程度にまで低減され、プロトタイプは1931年に連続運転が可能となった。電力効率向上のため、プロトタイプは液体金属を加熱した液体ナトリウムに代えて研究が続けられた。しかしその前年、直接には人体に無害なフロンが冷媒として使用できることがアメリカで実証されていた。加えて市場の冷え込みとAEGの業績悪化により結局1932年に開発は打ち切られた。
1933年にナチスが政権を握り、アインシュタイン、シラードともにドイツを逃れた。シラードは亡命先のイギリスやアメリカでもこの液体金属ポンプの冷蔵庫を実用化しようとしたがかなわなかった。1950年代になってアインシュタイン＝シラードの液体金属ポンプは、やはりシラードのアイデアをもととした実験的増殖炉の冷却材を循環させる方法として利用されることになった。

## ガス吸収式冷蔵庫

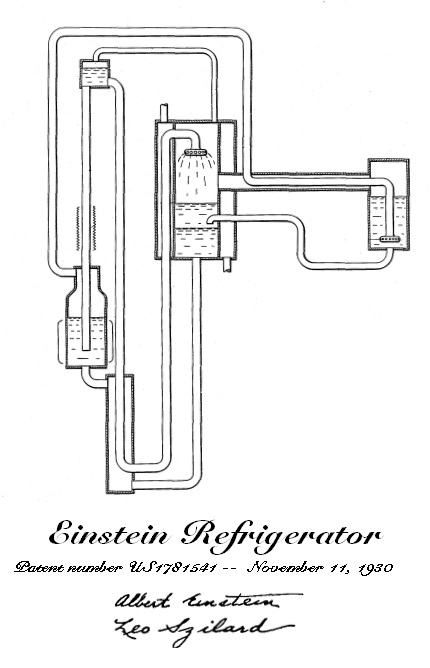
アインシュタインとシラードの特許書類

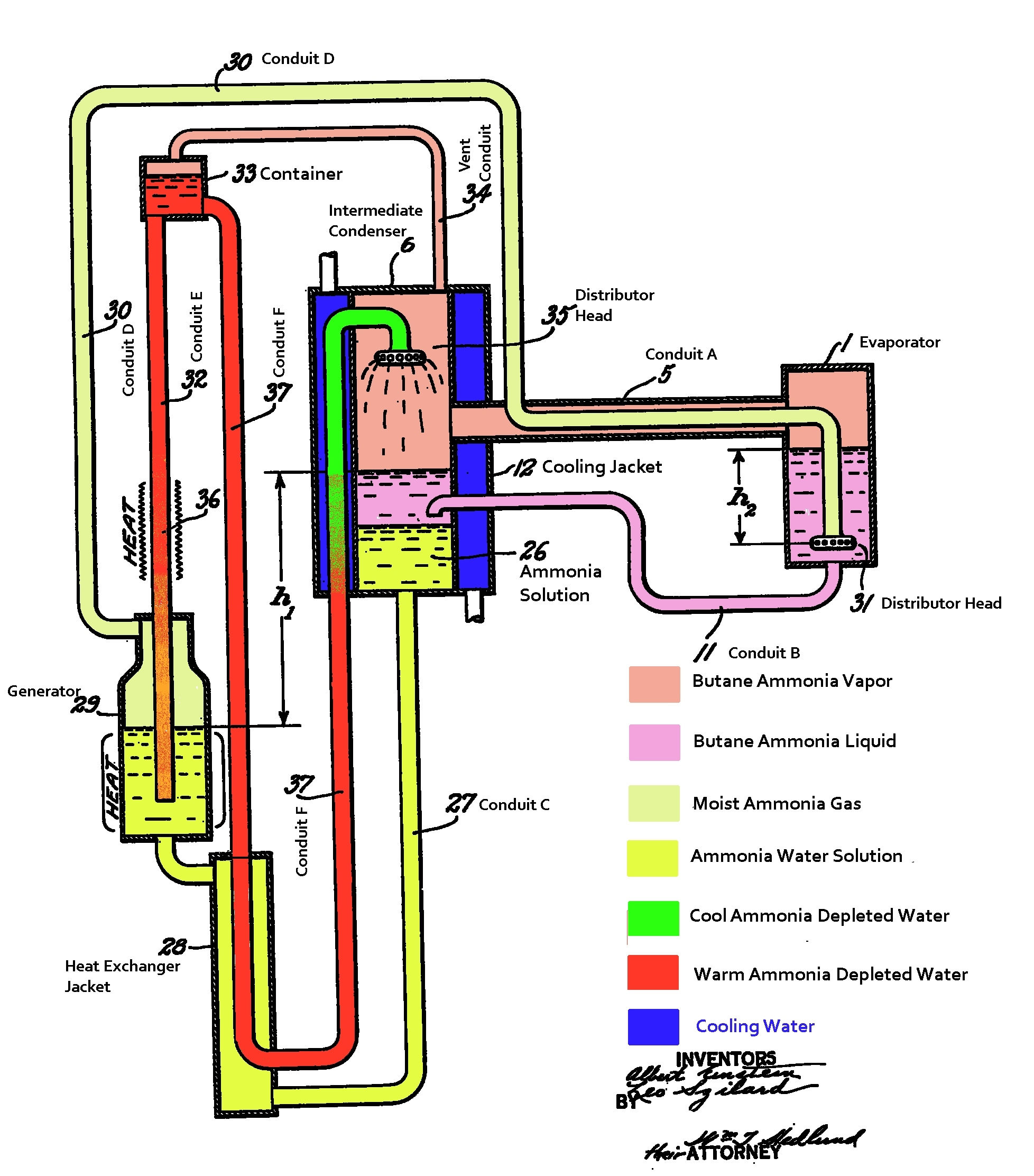
注釈付の特許図面

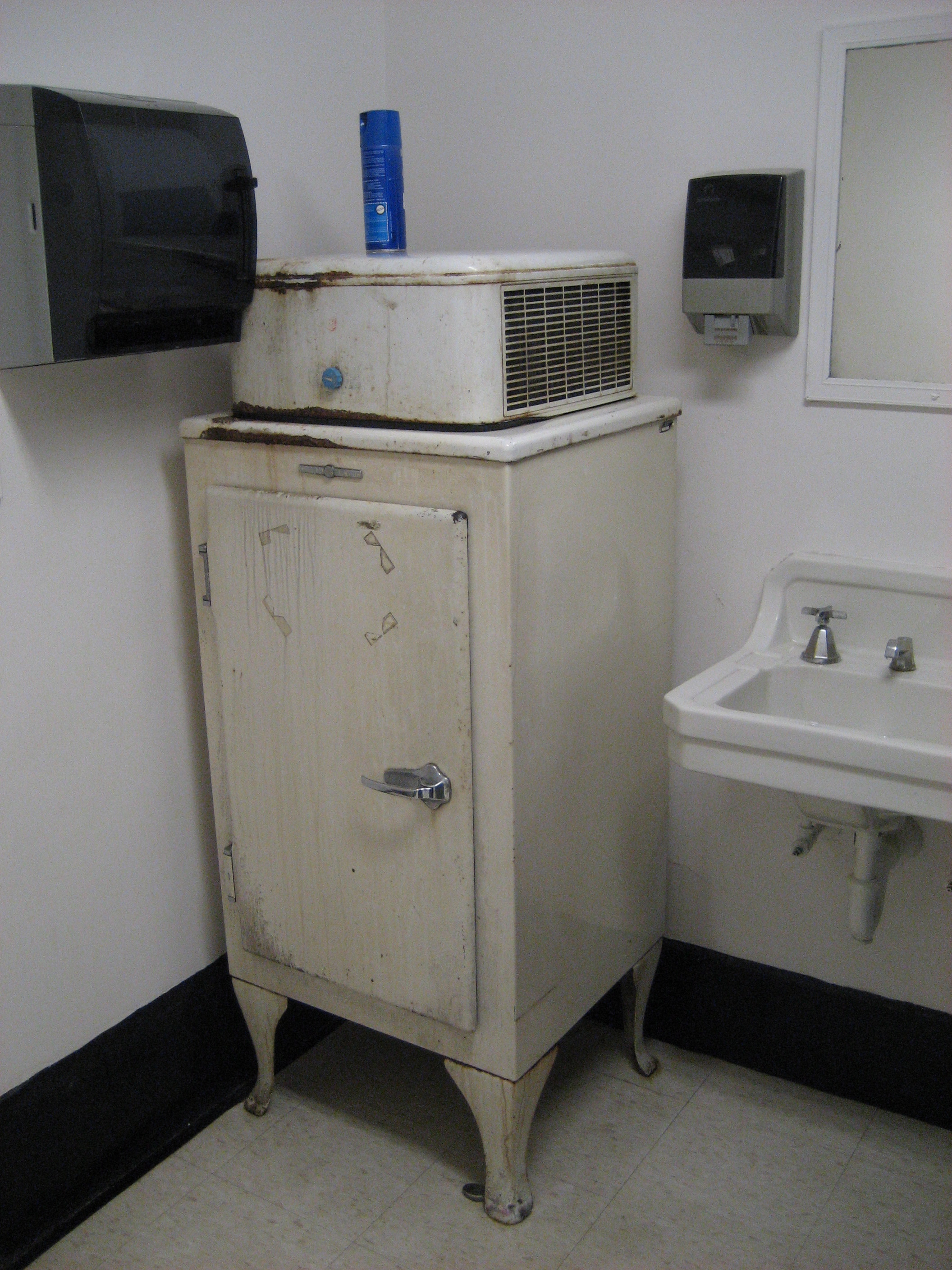
アインシュタインの冷蔵庫はギ酸メチルや二酸化硫黄のような小さい部屋に漏れ出した場合、高濃度で毒性のある有害な化学物質を冷媒として使用していた初期の冷蔵装置を置き換える目的で設計された。 これは(アインシュタインの冷蔵庫ではない)GE製の Monitor Topである。

アインシュタインとシラードの発明による冷蔵庫のうちガス吸収式のものは、可動部品を有せず一定の圧力で運転し、なおかつ運転には熱源のみを必要とする吸収式冷蔵庫である。1926年にアインシュタインとシラードの共同で発明され、1930年11月11日に(アメリカ合衆国特許第 1,781,541号)が取得された。
これは1922年のスウェーデンの発明家であるバルツァー フォン プラテン と カール・ムンタースによる元の発明の代替設計である。

### 運転
機械は単一圧力吸収式冷蔵庫でガス吸収式冷蔵庫の設計に似ている。冷凍サイクルには等圧流体としてアンモニア、冷媒としてブタン、吸収流体として水が使用され、可動部品は無く、運転に電気は不要で小型のガスバーナーや電熱器や太陽熱の様な熱源のみが必要だった。
アインシュタインの冷蔵庫が標準的な流体で作動する場合において水循環系をアンモニアポンプとしてアンモニア循環系をブタンをポンプとして機能する。アンモニアは水に容易に溶け、溶解度は水温の上昇と共に急激に低下するのでアンモニアと水を分離する事が出来る。ブタンは沸点が低く、実質的に水に溶けないので冷媒に適しているので選択された。
従来の冷蔵庫において低温側での冷媒の蒸発温度は圧力Prfr(Tlow)に依存する。蒸発時に気化熱を奪い蒸気は圧縮機へ流れる。アインシュタインの冷蔵庫では冷媒は液体から分圧 Prfr(Tlow)で蒸発してアンモニア蒸気の流れと混合して総圧力はシステムの圧力に近づく:  Prfr + Pamm = Psys. 混合気はポンプを介さずにアンモニアの吸収器へ流れる。
従来の冷蔵庫の高温側では圧縮によって冷媒蒸気の圧力を高めることで、比較的高温での凝縮を可能にする。アインシュタインの冷蔵庫での高熱側では同じ結果を達成するためにアンモニア吸収剤が冷媒蒸気の分圧を上昇させる。
吸収剤はアンモニアの蒸気を水に溶解させることによって機能する。これが起きるように混合気はほぼ一定の圧力Psysを維持する為に流れ、結果として冷媒の分圧PrfrはPsysに近づく事が出来る。このより高圧の分圧により、通常の冷蔵庫のように凝縮と外部の放熱器へ熱を伝える事が出来る。
凝縮した冷媒は水には不溶性でブタンの場合には容易に浮いて分離して蒸発器へ戻る。一方、アンモニア水溶液は加熱され、アンモニアの蒸気が分離されて蒸発器へ送られる。
これが作動原理である。実用的な実装ではこれらの液体と蒸気を接触させる手段として他の要素が含まれる。
アインシュタインの冷蔵庫は"騒音が無く、安価に生産でき、耐久性がある"と記述されている。

### 現在
ガス冷蔵庫は一酸化炭素中毒の危険性によって段階的に廃止されている。1998年には、米国消費者製品安全委員会(CPSC)は、1990年に製品のリコールが開始されていたにもかかわらず、アメリカで20件、カナダで60件、一酸化炭素に関連した死亡事故が起きたと警告した。1957年前に作られた大部分のガス冷蔵庫では通気性が無い。
2008年9月オックスフォード大学のMalcolm McCullochの報告によると非電化地域で使用できるように堅牢性を高めるための開発を3年計画で実施して彼のチームは試作機を完成した。彼は改良した設計と使用する気体の種類を変える事で設計の効率を4倍に出来るかもしれないと語ったと伝えられた。